# Municipio de Ellington (condado de Hancock)
El municipio de Ellington (en inglés: Ellington Township) es un municipio ubicado en el condado de Hancock en el estado estadounidense de Iowa. En el año 2010 tenía una población de 456 habitantes y una densidad poblacional de 4,93 personas por km².

## Geografía
El municipio de Ellington se encuentra ubicado en las coordenadas 43°12′36″N 93°33′19″O / 43.21000, -93.55528. Según la Oficina del Censo de los Estados Unidos, el municipio tiene una superficie total de 92.48 km², de la cual 92,31 km² corresponden a tierra firme y (0,18 %) 0,16 km² es agua.

## Demografía
Según el censo de 2010, había 456 personas residiendo en el municipio de Ellington. La densidad de población era de 4,93 hab./km². De los 456 habitantes, el municipio de Ellington estaba compuesto por el 99,34 % blancos, el 0,22 % eran amerindios, el 0,22 % eran asiáticos, el 0,22 % eran isleños del Pacífico. Del total de la población el 0 % eran hispanos o latinos de cualquier raza.